# Livgrenadjärregementet (det äldre)
Livgrenadjärregementet var ett infanteriförband inom svenska armén som verkade i olika former åren 1791–1816. Förbandet var förlagda till Malmslätt i Linköping, och var en del av Kungl. Maj:ts Liv- och Hustrupper.

## Historia
Regementet har sitt ursprung i de östgötafänikor som sattes upp på 1500-talet. Dessa enheter bildade Östgöta infanteriregemente och Östgöta kavalleriregemente. År 1791 sammanslogs de två regementetna och bildade Livgrenadjärregementet. Regementet bestod av två, till hälften självständiga enheter, Livgrenadjärregementets rotehållsdivision och Livgrenadjärregementets rusthållsdivision, vilka uppkom från de två sammanslagna regementena.
Den 30 september 1816 splittrades regementet och delades i två självständiga regementen, Första livgrenadjärregementet och Andra livgrenadjärregementet. Den 1 januari 1928 sammanfördes dessa två regementet till Livgrenadjärregementet (det yngre).

## Ingående enheter

### Livgrenadjärregementets rotehållsdivision
Livgrenadjärregementets rotehållsdivision bestod av de delar som fram till 1791 utgjorde Östgöta infanteriregemente. 

### Livgrenadjärregementets rusthållsdivision
Livgrenadjärregementets rusthållsdivision bestod av de delar som fram till 1791 utgjorde Östgöta kavalleriregemente. 

## Förläggningar och övningsplatser
Regementet hade sin mötesplats i Malmslätt i Linköping.

## Förbandschefer
Sekund- och regementschefer verksamma vid regementet åren 1792–1816. Sekundchef var en titel som användes fram till den 31 december 1974 vid de regementen som ingick i Kungl. Maj:ts Liv- och Hustrupper. Åren 1791–1809 var kronprinsen regementschef.

### Regementschefer
- 1791–1809: Kronprinsen
- 1809–1815: Karl XIII
- 1815–1816: Kronprins Karl Johan

### Sekundchefer
- 1792–1798: Nils Fredrik Jernfeltz
- 1798–1811: Fabian Wrede
- 1811–1816: Gustaf Fredrik Mörner

## Bilder

Uniform m/1792
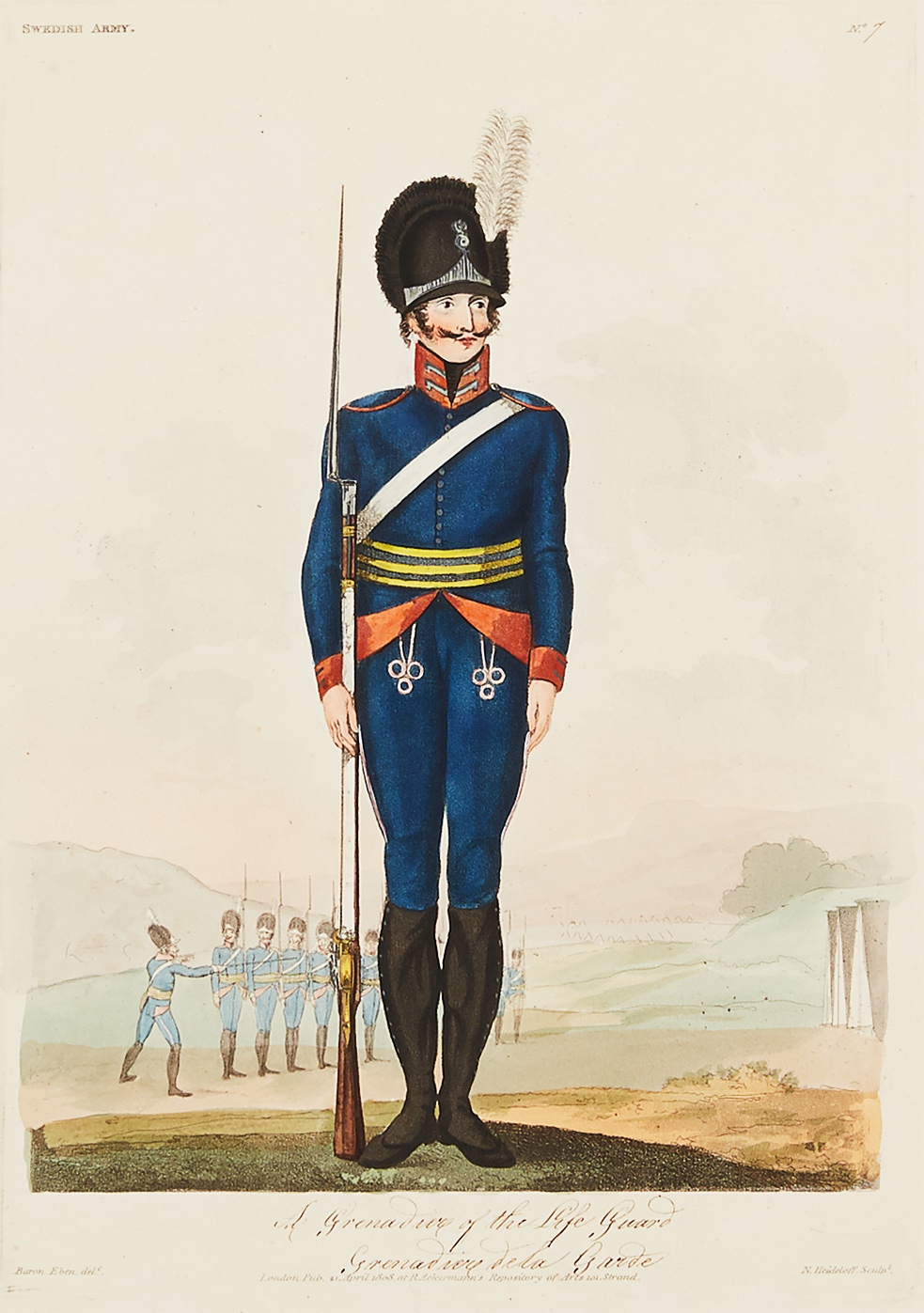
Uniform m/1806
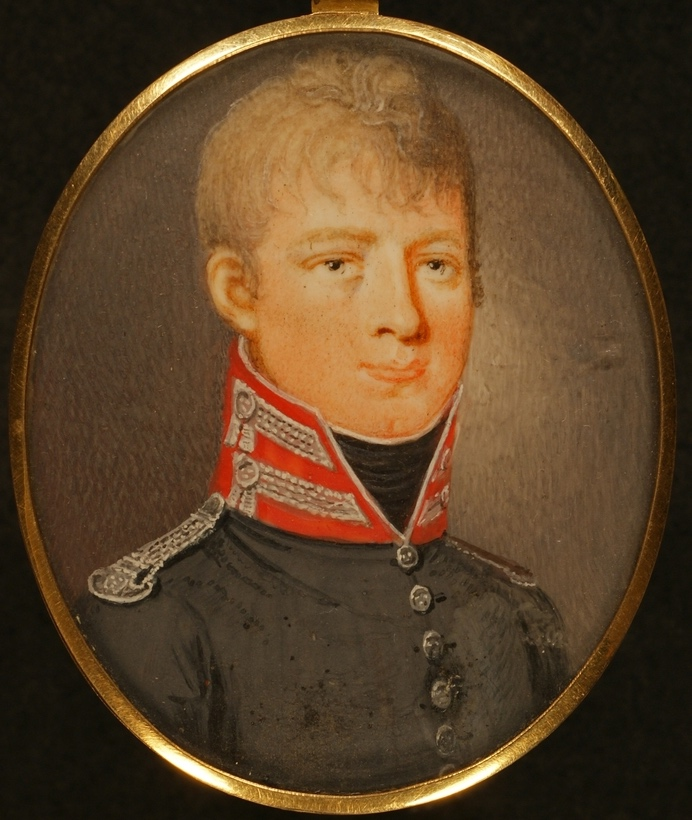
Christian Magnus Ahnström i regementets uniform m/1806 för en fänrik.

## Namn, beteckning och förläggning
| Kungl Livgrenadjärregementet | 1791 | – | 1816-09-30 |

| Malmen (F) | 1791 | – | 1816-09-30 |